# Списък на селата в България/Скравена – Яхиново
Това е списък на селата в България, подредени по азбучен ред. Всеки списък има около 1000 села.
- Абланица – Голямо Асеново;
- Голямо Белово – Калайджии;
- Калейца – Неделкова гращица;
- Неделково – Скорците;
- Скравена – Яхиново.

## Скравена – Солари
Скравена,
Скребатно,
Скрино,
Скриняно,
Скрът,
Скутаре,
Скърбино,
Славеево (Област Добрич),
Славеево (Област Хасково),
Славейково (Област Варна),
Славейково (Област Габрово),
Славейково (Област Ямбол),
Славейно,
Славовица (Област Пазарджик),
Славовица (Област Плевен),
Славотин,
Славщица,
Славяни,
Славянин,
Славяново (Област Търговище),
Славяново (Област Хасково),
Славянци,
Сладка вода,
Сладкодум,
Сладун,
Сладък кладенец,
Слаковци,
Сламино,
Слана бара,
Сланотрън,
Слатина (Област Ловеч),
Слатина (Област Монтана),
Слатина (Област Пловдив),
Слатина (Област Силистра),
Слатино (Област Кюстендил),
Слатино (Област Перник),
Слащен,
Сливак,
Сливарка,
Сливарово,
Сливата,
Сливек,
Сливенци,
Сливито,
Сливка,
Сливница,
Сливовик,
Сливовица,
Сливовник,
Сливово,
Слишовци,
Слокощица,
Сломер,
Слънчево,
Слънчовец,
Слънчоглед,
Смилец (Област Пазарджик),
Смилец (Област Силистра),
Смиловци,
Смилян,
Смин,
Смирненски (Област Монтана),
Смирненски (Област Русе),
Смирненци,
Смиров дол,
Смолево,
Смоличано,
Смолник,
Смолница,
Смолско,
Смолча,
Смоляновци,
Смочан,
Смочево,
Снежа,
Снежина,
Снежинка,
Сноп,
Снягово (Област Бургас),
Снягово (Област Добрич),
Совата,
Соволяно,
Сокол (Област Силистра),
Сокол (Област Сливен),
Соколаре,
Соколарци,
Соколенци,
Соколец,
Соколино,
Соколите,
Соколица,
Соколник,
Соколово (Област Бургас),
Соколово (Област Габрово),
Соколово (Област Добрич),
Соколово (Област Ловеч),
Соколовци,
Соколско,
Соколяне,
Солари

## Солища – Стежерово
Солища,
Солище,
Солник,
Сомовит,
Сопица,
Сопово,
Сопот,
Сопотот,
Сотиря,
Софийци,
Софрониево,
Спанци,
Спанчевци,
Спасово (Област Добрич),
Спасово (Област Стара Загора),
Спасовци,
Спатово,
Спахиево,
Сполука,
Срацимир,
Срацимирово,
Сребриново,
Сребърна,
Средец (Област Смолян),
Средец (Област Стара Загора),
Средина,
Срединка,
Средище (Област Силистра),
Средище (Област Търговище),
Средковец,
Средна махала,
Среднево,
Средни колиби,
Средни рът,
Средно градище,
Средно село (Област Варна),
Средно село (Област Велико Търново),
Средногорово,
Средногорци,
Средня,
Средогрив,
Средок,
Средорек (Област Кюстендил),
Средорек (Област Сливен),
Средоселци,
Средска,
Средско,
Срем,
Срънско,
Ставерци,
Стаевци,
Стайновци,
Стайчин дол,
Стайчовци,
Стакевци,
Сталево,
Сталийска махала,
Стамболийски,
Стамболово (Област Велико Търново),
Стамболово (Област Русе),
Стамболово (Област София),
Стамболово (Област Хасково),
Стан,
Станево,
Станец,
Станинци,
Становец,
Станча (Област Габрово),
Станчов хан,
Станьовци,
Станянци
Стар Читак,
Стара Кресна,
Стара река (Област Сливен),
Стара река (Област Ямбол),
Стара речка,
Старейшино,
Стари чал,
Старилковци,
Старо Железаре,
Старо Оряхово,
Старо място,
Старо селище,
Старо село (Област Враца),
Старо село (Област Ловеч),
Старо село (Област Перник),
Старо село (Област Силистра),
Старо село (Област Сливен),
Старово,
Старозагорски бани,
Старопатица,
Старосел,
Староселец,
Староселци,
Старцево,
Старчево,
Старчище,
Стеврек,
Стежерово

## Стенско – Суха река
Стенско,
Стефан Караджа (Област Варна),
Стефан Караджа (Област Добрич),
Стефан Караджа (Област Силистра),
Стефан Караджово,
Стефан Стамболово,
Стефаново (Област Габрово),
Стефаново (Област Добрич),
Стефаново (Област Ловеч),
Стефаново (Област Перник),
Стикъл,
Стоб,
Стоево,
Стоевци,
Стожа,
Стожер,
Стоил войвода,
Стоилово,
Стойките,
Стойково,
Стойковци,
Стойново,
Стойчевци,
Стойчовци,
Стоките,
Столетово (Област Пловдив),
Столетово (Област Стара Загора),
Столник,
Столът,
Стоманево,
Стоманеците,
Стоманци,
Стоян Михайловски,
Стоян-Заимово,
Стояново (Област Кърджали),
Стояново (Област Монтана),
Стояновци (Област Велико Търново),
Стояновци (Област Враца),
Страдалово,
Стража (Област Смолян),
Стража (Област Търговище),
Стражата,
Стражевци,
Стражец (Област Кърджали),
Стражец (Област Разград),
Стражица,
Стражница,
Странджа,
Странджево,
Странско,
Страхил,
Страхил войвода,
Страхилица,
Страхилово,
Страцин,
Страшимир,
Страшимирово, Страшката Река (Област Габрово)
Стрезимировци,
Стрелец (Област Велико Търново),
Стрелец (Област Стара Загора),
Стрелково,
Стрелци (Област Пловдив),
Стрелци (Област Сливен),
Стремово,
Стремци,
Стрижба,
Строево,
Стройно,
Стройновци,
Струиндол,
Струино,
Струма,
Струмешница,
Струмяни,
Струпец (Област Враца),
Струпец (Област Сливен),
Струя,
Стръмци,
Стряма,
Стубел,
Студен извор,
Студен кладенец,
Студена (Област Перник),
Студена (Област Смолян),
Студена (Област Хасково),
Студенец (Област Разград),
Студенец (Област Смолян),
Студеница,
Студено буче,
Стъргел,
Стърмен,
Стърница,
Сугарево,
Сулица,
Султани,
Сумер,
Сусам,
Суха река (Област Велико Търново),
Суха река (Област Шумен)

## Сухаче – Тополовец
Сухаче,
Сухово,
Суходол (Област Бургас),
Суходол (Област Силистра),
Сухозем,
Сухострел,
Сушево,
Сушина,
Сушица (Област Благоевград),
Сушица (Област Велико Търново),
Сушица (Област Кюстендил),
Съботковци,
Събрано,
Съдиево (Област Бургас),
Съдиево (Област Сливен),
Съдийско поле,
Съединение (Област Бургас),
Съединение (Област Стара Загора),
Съединение (Област Търговище),
Сърнак,
Сърневец,
Сърнево (Област Бургас),
Сърнево (Област Стара Загора),
Сърнегор,
Сърненци,
Сърнец,
Сърнино (Област Добрич),
Сърнино (Област Смолян),
Сърница,
Сърпово,
Сърцево,
Сяново,
Сяровци,
Сярци,
Табан,
Табачка,
Табашка,
Таваличево,
Таймище,
Тамарино,
Татарево (Област Пловдив),
Татарево (Област Хасково),
Татари,
Татково,
Татул,
Твърдинци,
Твърдица (Област Бургас),
Твърдица (Област Добрич),
Текето,
Телериг,
Телиш,
Телчарка,
Теменуга (Област Велико Търново),
Теменуга (Област Кърджали),
Тенево,
Тепава,
Теплен,
Тервел,
Терзиите,
Терзийско (Област Бургас),
Терзийско (Област Ловеч),
Тертер,
Тетово,
Тешел,
Тешово,
Тикале,
Тимарево,
Тинтява,
Типченица,
Титевци,
Тиховец,
Тихомир,
Тихомирово,
Тича,
Тишаново,
Тишевица,
Тияновци,
Тлачене,
Тодор Икономово,
Тодоричене,
Тодорово (Област Плевен),
Тодорово (Област Разград),
Тодоровци (Област Велико Търново),
Тодоровци (Област Габрово),
Тодорчета,
Тодювци,
Токачка,
Толовица,
Томбето,
Томпсън,
Томчевци,
Тонско дабе,
Топола,
Тополи дол,
Тополи,
Тополица,
Тополка,
Тополница (Област Благоевград),
Тополница (Област Кюстендил),
Тополовец

## Тополовец – Узунджово
Тополовец,
Тополово (Област Пловдив),
Тополово (Област Хасково),
Тополчане (Област Кърджали),
Тополчане (Област Сливен),
Тополяне,
Топузево,
Топузи,
Топчии,
Топчийско,
Торбалъжите,
Торос,
Тотлебен,
Точилари,
Тошевци,
Траве,
Травник,
Трайково,
Тракиец,
Тракийци,
Тракия,
Трапесковци,
Трапище,
Трапоклово,
Требич,
Требище,
Трекляно,
Трем,
Трескавец,
Три кладенци,
Три могили (Област Кърджали),
Три могили (Област Пловдив),
Триводици,
Тригорци,
Триград,
Трилистник,
Трифоново,
Троица,
Тросково,
Троян,
Трояново (Област Бургас),
Трояново (Област Стара Загора),
Труд,
Трудовец,
Тръбач,
Трънак,
Трънито,
Тръница,
Трънково (Област Стара Загора),
Трънково (Област Ямбол),
Трънчовица,
Тръстеник,
Тръстика,
Тръстиково (Област Бургас),
Тръстиково (Област Варна),
Туден,
Тулово,
Тумбалово,
Тумбевци,
Турия,
Туркинча,
Туроковци,
Турян,
Тутраканци,
Туховища,
Тученица,
Тушовица,
Тъжа,
Тъкач,
Тънка бара,
Тънково (Област Бургас),
Тънково (Област Хасково),
Тънкото,
Тъпчилещово,
Търговище,
Търкашени,
Търна,
Търнава (Област Враца),
Търнава (Област Ямбол),
Търнак,
Търнене,
Търничени,
Търновлаг,
Търновца,
Търновци (Област Кърджали),
Търновци (Област Силистра),
Търносливка,
Търняне,
Търсино,
Търхово,
Търън,
Тюленово,
Тюркмен,
Тютюнче,
Тянево (Област Добрич),
Тянево (Област Хасково),
Угледно,
Углярци,
Угорелец,
Угорялковци,
Узово,
Узунджово

## Узуните – Царевец
Узуните,
Узуново,
Умаревци,
Уровене,
Уручовци,
Усойка,
Устина,
Устрем,
Устрен,
Ухловица,
Уши,
Ушинци,
Фабрика,
Фазаново,
Факия,
Фатово,
Фелдфебел Денково,
Филаретово,
Филипово (Област Благоевград),
Филипово (Област Хасково),
Филиповци,
Флорентин,
Фотиново (Област Кърджали),
Фотиново (Област Пазарджик),
Фролош,
Фурен,
Фъргово,
Фърговци,
Фъревци,
Фъртуни,
Хаджи Димитър,
Хаджидимитрово (Област Велико Търново),
Хаджидимитрово (Област Стара Загора),
Хаджидимитрово (Област Ямбол),
Хаджиево,
Хаджиите,
Хаджийско,
Хайредин,
Халваджийско,
Халовски колиби,
Хан Аспарухово,
Хан Крум,
Ханово,
Харачерите,
Харваловци,
Хасовица,
Хвойна,
Хвостяне,
Хвърчил,
Хераково,
Хирево,
Хисар,
Хитово,
Хитрино,
Хлевене,
Хлябово,
Ходжовци,
Хотанца,
Хотница,
Хотово,
Храбрино,
Храброво (Област Варна),
Храброво (Област Добрич),
Храбърско,
Храсна,
Храстово,
Християново,
Христо Даново,
Христовци (Област Велико Търново),
Христовци (Област Габрово),
Хрищени,
Хромица,
Хубавене,
Хума,
Хухла,
Хъневци,
Хърлец,
Хърсово (Област Благоевград),
Хърсово (Област Разград),
Хърсово (Област Шумен),
Цаконица,
Цалапица,
Цани Гинчево,
Цапарево,
Цар Асен (Област Пазарджик),
Цар Асен (Област Силистра),
Цар Асен (Област Търговище),
Цар Калоян,
Цар Самуил,
Цар Симеоново,
Цар Шишманово,
Цар-Петрово,
Царацово,
Царев брод,
Царев дол,
Царева ливада,
Царева поляна,
Царевец (Област Велико Търново),
Царевец (Област Враца),
Царевец (Област Добрич),
Царевец (Област Кърджали)

## Царевци – Черешовица
Царевци (Област Варна),
Царевци (Област Търговище),
Царимир,
Царино,
Царичина,
Царичино,
Царски извор,
Цацаровци (Област Смолян),
Цацаровци (Област София),
Цветино,
Цветкова бара,
Цветница,
Цвятковци,
Цвятово,
Цегриловци,
Целина,
Ценино,
Ценович,
Ценово (Област Русе),
Ценово (Област Стара Загора),
Церетелево,
Церецел,
Церковски,
Церова кория,
Церовец,
Церовица,
Церовище,
Церово (Област Благоевград),
Церово (Област Пазарджик),
Церово (Област София),
Циклово,
Цирка,
Цонево,
Црешново,
Цръклевци,
Црънча (Област Пазарджик),
Црънча (Област Смолян),
Църварица,
Цървена ябълка,
Цървендол,
Цървеняно,
Цървище,
Църква,
Църквица (Област Кърджали),
Църквица (Област Шумен),
Църквище,
Чавдар (Област Смолян),
Чавдар (Област София),
Чавдарци (Област Велико Търново),
Чавдарци (Област Ловеч),
Чавеи,
Чавка,
Чайка (Област Варна),
Чайка (Област Кърджали),
Чакаларово,
Чакали,
Чакалите,
Чакалци,
Чал,
Чала,
Чалъкови,
Чарган,
Чарда,
Чарково,
Чеганци,
Чеканец (Област Кюстендил),
Чеканец (Област София),
Чеканци,
Чеканчево,
Челник,
Челопек,
Челопеч,
Челопечене,
Челюстница,
Чемиш,
Чепино,
Чепинци (Област Смолян),
Чепинци (София-град),
Чеплетен,
Чепърлинци,
Червен (Област Пловдив),
Червен (Област Русе),
Червен брег,
Червена,
Червена вода,
Червена локва,
Червена могила,
Червена скала,
Червенаково,
Червенковци,
Червенци,
Черганово,
Черенча,
Черепово,
Череша,
Черешица,
Черешка,
Черешките,
Черешница,
Черешовица

## Черешово – Чуковец
Черешово (Област Благоевград),
Черешово (Област Русе),
Черешово (Област Смолян),
Черешовска река,
Черкаски,
Черковица,
Черковна (Област Варна),
Черковна (Област Разград),
Черковна (Област Силистра),
Черковна (Област Търговище),
Черково,
Черна (Област Добрич),
Черна (Област Шумен),
Черна Места,
Черна вода,
Черна гора (Област Перник),
Черна гора (Област Стара Загора),
Черна могила (Област Бургас),
Черна могила (Област Хасково),
Черна нива,
Черна скала,
Чернево,
Черневци,
Черни Вит,
Черни Осъм,
Черни бряг,
Черни връх (Област Бургас),
Черни връх (Област Монтана),
Черни връх (Област Шумен),
Черни дял,
Черни рид,
Чернигово,
Черник,
Черница,
Черниче,
Черничево (Област Кърджали),
Черничево (Област Пловдив),
Черничино,
Черно море,
Черно поле,
Черновръх,
Черноглавци,
Черногор,
Черногорово (Област Пазарджик),
Черногорово (Област Хасково),
Черноград,
Чернодъб,
Чернозем,
Черноземен,
Чернокапци,
Чернолик,
Черноморци,
Черноок,
Чернооки,
Чернооково (Област Добрич),
Чернооково (Област Шумен),
Черноочене,
Черньово,
Черньовци,
Честименско,
Четирци,
Четрока,
Чехларе,
Чешлянци,
Чешма,
Чешнегирово,
Чибаовци,
Чилик,
Чилнов,
Чинтулово,
Чирен,
Чистово,
Читаковци,
Чифлик (Област Видин),
Чифлик (Област Кърджали),
Чифлик (Област Ловеч),
Чичево,
Чичил,
Чоба,
Чобанка,
Чокманово,
Чокоба,
Чолакова,
Чомаково,
Чомаковци,
Чорбаджийско,
Чорул,
Чубра,
Чубрика,
Чудинци,
Чудомир,
Чуйпетлово,
Чукарка,
Чукарово,
Чукилите,
Чуковезер,
Чуковец (Област Перник),
Чуковец (Област Силистра)

## Чуково – Янино
Чуково (Област Габрово),
Чуково (Област Кърджали),
Чупрене,
Чурек,
Чурен,
Чурилово,
Чуричени,
Чурка,
Чуруково,
Чучулига,
Чучулигово,
Чучур,
Шаново,
Шарани,
Шаренска,
Шарково,
Шатрово,
Шейново,
Шемшево,
Шереметя,
Шиварово,
Шилковци,
Шипикова махала,
Шипковица,
Шипково,
Шипок,
Шипот,
Шипочане,
Шипочано,
Шипчените,
Широка лъка,
Широка поляна,
Широки дол,
Широко поле,
Широково,
Шишенци,
Шишковица,
Шишковци,
Шишманово,
Шишманци,
Шияково,
Шкорпиловци,
Шодековци,
Шопите,
Шопци,
Шубеци,
Шума,
Шумата,
Шуменци,
Шумнатица,
Шушня,
Щерна,
Щипско,
Щит,
Щръклево,
Щърково,
Ъглен,
Югово,
Юделник,
Юлиево,
Юнак,
Юнаци,
Юнаците,
Юндола,
Юнец,
Юпер,
Юруково,
Ябланица,
Ябланово,
Ябълковец,
Ябълково (Област Кюстендил),
Ябълково (Област Хасково),
Ябълковци,
Ябълчево,
Ябълчени,
Явор,
Яворец,
Яворница,
Яворовец,
Яворово (област Кърджали),
Яворово (област Стара Загора),
Яврово,
Ягнило,
Ягода,
Ягодина,
Ягодово (област Монтана),
Ягодово (област Пловдив),
Яздач,
Язовец,
Яким Груево,
Якимово,
Яковица,
Яково,
Яковци,
Ялботина,
Ялово,
Ямино,
Ямна,
Яна,
Янино

## Янково – Яхиново
Янково,
Янковци,
Яново,
Янтра (Област Велико Търново),
Янтра (Област Габрово),
Яньовец,
Ярджиловци,
Яребица (Област Кърджали),
Яребица (Област Силистра),
Яребична,
Яребично,
Яребковица,
Ярловица,
Ярлово,
Ярловци,
Ярославци,
Ясен (Област Видин),
Ясен (Област Плевен),
Ясените,
Ясенково,
Ясеновец,
Ясеново (Област Бургас),
Ясеново (Област Стара Загора),
Ясна поляна,
Ясно поле,
Ястреб,
Ястребино,
Ястребна,
Ястребово (Област Русе),
Ястребово (Област Стара Загора),
Яхиново